# Francis Danby
Francis Danby (Wexford, 16 novembre 1793 – Exmouth, 9 febbraio 1861) è stato un pittore irlandese.

## Biografia

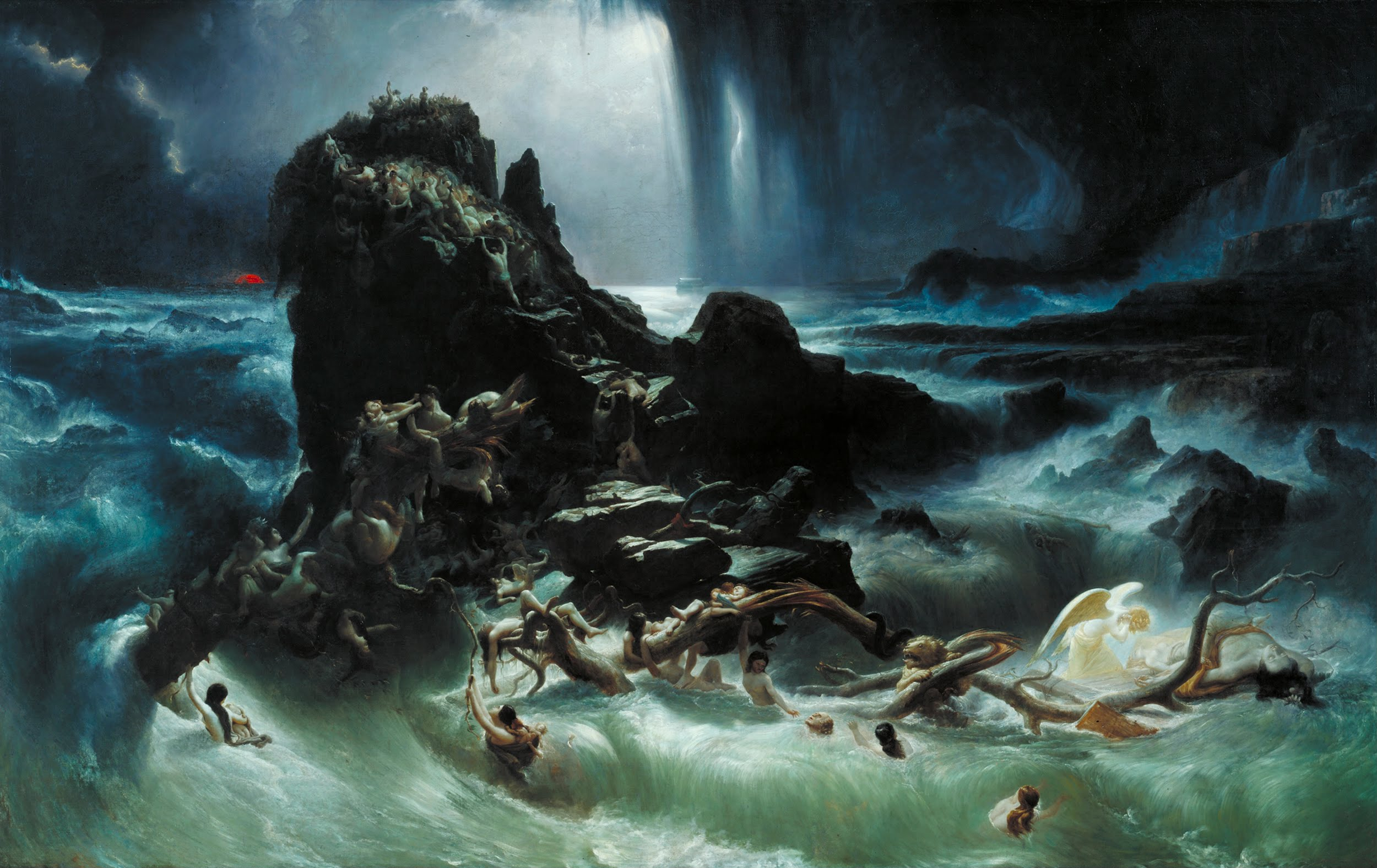
Il Diluvio, 1840, Tate Britain, Londra

Dopo un periodo di apprendistato a Dublino, partì nel 1813 per l'Inghilterra e visse a Bristol. Iniziò a dipingere paesaggi romantici di carattere originale, come ad esempio Rocce a Clifton, ora nel Bristol Museum & Art Gallery.
Una mostra le sue opere, piene di un elegante poesia, ebbe notevole successo e lo indusse a stabilirsi nel 1824 a Londra, ove divenne celebre per tele caratterizzate da una immaginazione visionaria. Nel 1829, in seguito ad un matrimonio che fece scandalo e che incrinò la sua reputazione, fu costretto a partire per l'estero. Tornato a Londra nel 1840, non riuscì ad imporsi una seconda volta e nel 1847 si ritirò a Exmouth. Iniziò ad esporre regolarmente alla Royal Academy una serie di paesaggi sereni; di questo periodo è Evenig gun (1848), che fece grande impressione alla Esposizione internazionale di Parigi del 1855. 
Mentre le sue opere create per le esposizioni puntano su effetti spettacolari e alla moda, confrontabili con quelli di John Martin, quelle dipinte per sé, e più modeste, rivelano una visione personale. Sue opere sono presenti alla Tate Gallery (Ninfa dei boschi, Inno al sole nascente, "Deluge"), al Victoria and Albert Museum (Lago di Liensford, Norvegia) e alla National Gallery.